# Justí Guitart i Vilardebò
Justí Guitart i Vilardebò (Barcelona, 16 de desembre del 1875 — 30 de gener del 1940) fou un eclesiàstic català, bisbe d'Urgell i copríncep d'Andorra.
Va estudiar amb els Jesuïtes de Casp. Es llicencià en dret i des del 1902 fou professor del Seminari Conciliar de Barcelona i vicari i canonge de la diòcesi (1915). Fou nomenat bisbe d'Urgell el 1920, càrrec que exerciria juntament amb el de copríncep d'Andorra fins a la seva mort l'any 1940. Va viure a Andorra (1936) i més tard a Itàlia i Saragossa (1938-1939). És autor de l'obra  De regio placito (1903).
Hagué de suportar i dur anys molt durs. Primer va patir el cop d'estat de Primo de Rivera i la dictadura conseqüent en que Guitart va defensar amb les urpes la sobirania del Principat, atacada des del directori militar de Primo de Rivera i els seus seguidors, Va haver, també, de combatre amb fermesa els atacs al català.
En la seva tasca va fer moltes coses. En destaca la promulgació de la llengua catalana i la independència del país que foren dues de les obsessions que Guitart va tenir en aquest sentit. Quan va esclatar la Guerra Civil Espanyola (1936-1939), Andorra fou el seu primer refugi.
A la ciutat de la Seu d'Urgell, com molts altres bisbes, hi té dedicat un carrer. En el seu cas, és tracta d'un important i centric carrer, el Carrer del Bisbe Guitart. Carrer que, té inici al Carrer de Josep Zulueta (vora Plaça Catalunya) i té fi a l'Avinguda Camí Ral de Cerdanya. Aquesta via passa prop la Sagrada Família d'Urgell.
El 9 de setembre de 2009 es va inaugurar un monument, obra de Manuel Cusachs, a la seva memòria (foto dreta) a Andorra la Vella davant rectoria d'Andorra la Vella i del Comú, a tocar dels jardins que envolten l'absis romànic i el campanar de l'església de Sant Esteve.